# Алексис Смит
Алексис Смит (енгл. Alexis Smith) је била канадска глумица, рођена 8. јуна 1921. године у Пентиктону, а преминула 9. јуна 1993. године у Лос Анђелесу.

## Филмографија
| Улоге Алексис Смит |                    |               |       |          |
| Година             | Српски назив       | Изворни назив | Улога | Напомена |
| 1945.              | Сукоб              |               |       |          |
| 1947.              | Две госпође Керолс |               |       |          |